# Marpiré
Marpiré é uma comuna francesa na região administrativa da Bretanha, no departamento Ille-et-Vilaine. Estende-se por uma área de 10,6 km². Em 2010 a comuna tinha 1 057 habitantes (densidade: 99,7 hab./km²).